# Mutter (Technik)

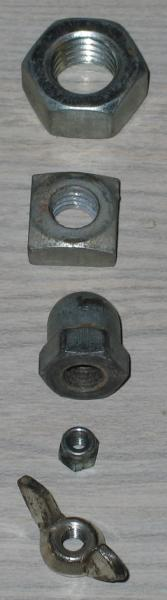
Von oben: Sechskantmutter, Vierkantmutter, Hutmutter, selbstsichernde Mutter, Flügelmutter

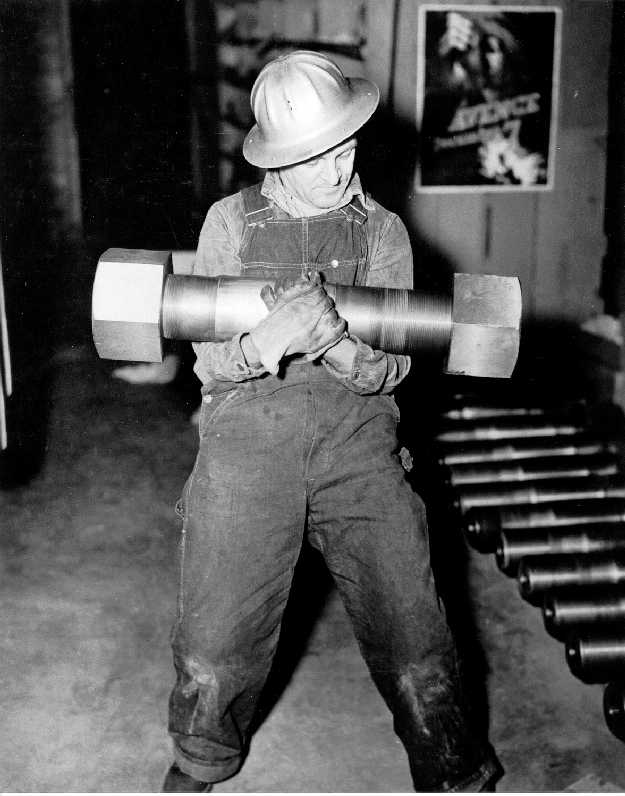
87 kg schwere Schraube und Mutter eines Kraftwerks-Generators.

Die Mutter (Mehrzahl: Muttern), Kurzform für Schraubenmutter, ist das mit einem Innengewinde versehene Gegenstück zu einer Schraube oder einem Gewindebolzen.
Mutter und Schraube bilden zusammen eine Schraubverbindung. Beide sind in vielen Varianten genormte Maschinenelemente.

## Aufbau und Montage
Die Schraubenmutter ist ein hohler, in der Regel niedriger prismatischer Körper, dessen Innenfläche als Innengewinde ausgebildet ist. Die prismatische Außenkontur dient zur Verbindung mit einem Schraubenschlüssel, mit dem das Drehmoment zum Anziehen der Mutter eingeleitet wird. Am häufigsten sind Sechskantmuttern. Deren Höhe ist etwa die Hälfte der Schlüsselweite.
Wegen Korrosion festsitzende Muttern lassen sich oft mit Kriechöl oder durch Erhitzen mittels einer Lötlampe wieder lösen. Rost lässt sich auch mit jeder Säure lösen, sogar mit Zitronensäure. Im Extremfall muss die Mutter mit einem Mutternsprenger aufgetrennt oder mit einem Trennschleifer zerstört werden.

## Material und Herstellung
Neben Stahl kommen in geringerem Maße auch Buntmetalle (Messing, Kupfer), Aluminium und Kunststoffe zum Einsatz. Bei Muttern aus Stahl ist das Ausgangsmaterial heute meist hochlegierter Stahldraht, der in mehreren automatisierten Arbeitsgängen durch Schmieden warm geformt und durch Temperaturbehandlung vergütet wird.
Das Gewinde wird nicht geschnitten, sondern überwiegend spanlos geformt.

## Varianten
Muttern sind in der Mehrzahl genormte Massenprodukte. Die nicht genormten Varianten sind meistens auch Massenprodukte und ebenfalls aus Katalogen auswählbar.
Die sehr große Zahl verschiedener Ausführungen lässt sich unter
- geometrischen Gesichtspunkten (primär die vom zu verwendenden Schraubenschlüssel bestimmte Außenkontur),
- den eventuell integrierten Maßnahmen gegen Selbstlösen,
- den eventuell vorhandenen zusätzlichen Funktionen und
- den vorgesehenen speziellen Anwendungen

zusammenfassen.
Viele Ausführungen werden in unterschiedlichen Festigkeitsklassen und in unterschiedlicher Beständigkeit gegen Korrosion und chemische Angriffe angeboten. Muttern einer höheren Festigkeitsklasse und mit höherer Korrosionsbeständigkeit sind teurer als Standardausführungen.

## Unterscheidung nach Außenkontur

### Sechskantmutter
Die Sechskantmutter ist die heute am weitesten verbreitete Form. Früher war das die Vierkantmutter.
- Normen: ISO 4032, ISO 8673 (mit Feingewinde), früher DIN 934

Abweichende Mutternhöhe
- Flache Sechskantmutter (0,5× Durchmesser hoch): ISO 4035, ISO 8675 (mit Feingewinde), früher DIN 439;
- Hohe Sechskantmutter (1,5× Durchmesser hoch): DIN 6330

Schlüsselweiten und Abmessungen sind in der Liste der Abmessungen metrischer Sechskantmuttern zu finden.

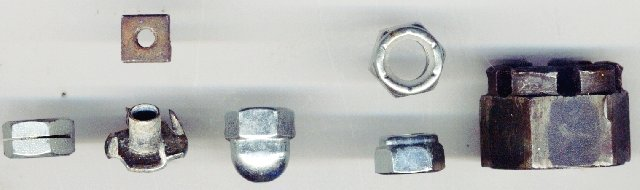
Von links nach rechts: Geschlitzte Sechskantmutter mit Linksgewinde, Vierkantmutter (oben), Einschlagmutter (unten), Hutmutter, Selbstsichernde Mutter, Kronenmutter

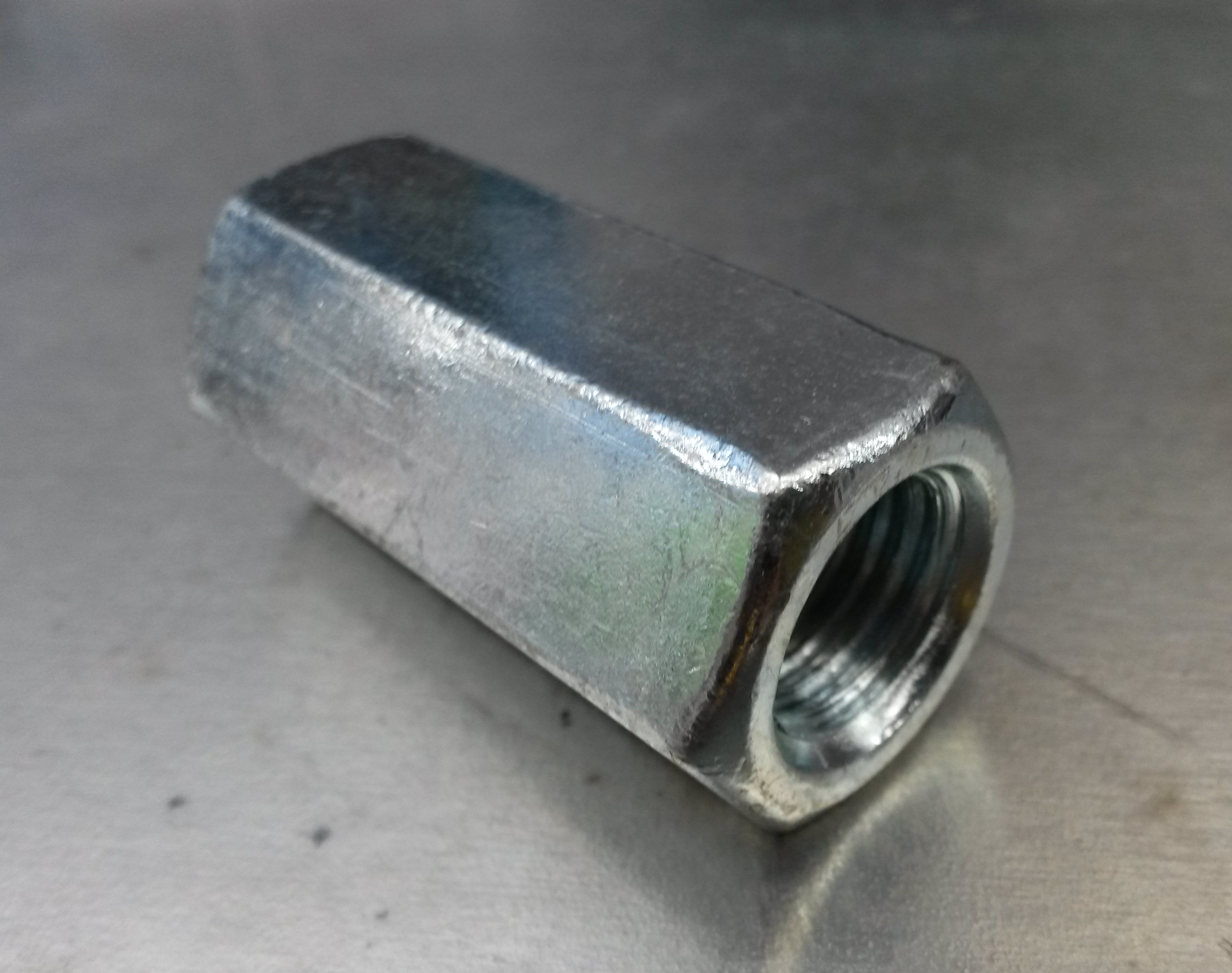
Stangen- oder Abstandsmutter

Leichte Abwandlungen der Sechskantmutter sind die Rohrmutter, die Kronenmutter, die Hutmutter, die Bundmutter und die selbstsichernde Mutter.

### Vierkantmutter
Vierkantmuttern (siehe Abbildung oben) wurden früher oft verwendet. Hauptgrund war die einfachere Herstellung von Vierkanten durch manuelles Schmieden und später das abfallfreie Stanzen.
Heute finden sich Vierkantmuttern als Einlegemuttern in Spritzgussteilen, oder sie werden in Gehäuseprofile (Aluminium-Strangpressprofile) eingeschoben, um sie mit Mutter-Gewinde zum Anschrauben anderer Teile zu versehen. Eine Vierkantmutter ist auch das Hauptteil einer Käfigmutter. Weiterhin üblich sind sie bei Verbindungen, die gegen unbefugtes Lösen gesichert werden sollen.

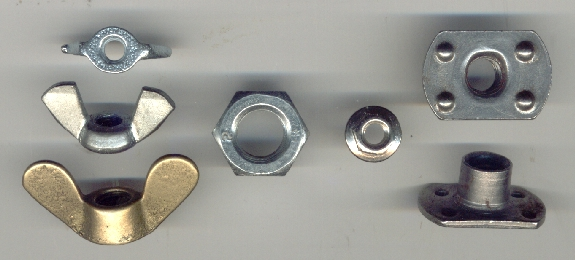
Von links nach rechts: Flügelmuttern, Sechskantmutter, Blindnietmutter, Schweißmuttern mit Flansch (zum Buckelschweißen)

- Norm: DIN 557

### Flügelmutter
Flügelmuttern haben eine leicht konische Außenkontur, an die radial zwei flache Erweiterungen – die Flügel – angesetzt sind. Dadurch können sie ohne Werkzeug zwischen Daumen und Zeigefinger (von Hand) angezogen und (meist) auch wieder gelöst werden.
- Norm: DIN 315

### Sterngriffmutter
Sterngriffmuttern haben eine vergrößerte, sternförmige Außenkontur. Dadurch können sie mit der Hand umgriffen und ohne Werkzeug angezogen und wieder gelöst werden.
- Norm des Sterngriffs: DIN 6336

### Rändelmutter
Eine Rändelmutter kann ohne Werkzeug angezogen und gelöst werden. Die zylindrische Außenfläche ist gerändelt, wodurch der Kontakt mit den Fingern verbessert wird. Sie wird ebenfalls nur mit den Fingern gedreht. Es sind keine großen Drehmomente möglich, weshalb sie eher in der Feinwerktechnik verwendet wird, z. B. zum Festklemmen des elektrischen Leiters an einem Fahrraddynamo. Eine Schraube mit gerändeltem Kopf kommt bei mechanischen Armbanduhren als Krone vor.
- Norm: DIN 466, DIN 467, DIN 6303

### Nutmutter
Bei einer Nutmutter ist die zylindrische Außenkontur mit Nuten versehen. In die Einschnitte wird ein passender Hakenschlüssel eingesetzt, um die Mutter anzuziehen oder zu lösen.
Anwendungen sind:
- Welle-Naben-Verbindungen,
- die Verbindung eines Wälzlager-Innenrings mit der Welle und
- der Zahnkranz am Hinterrad eines Fahrrades.

Die Nutmutter stellt einen axialen Anschlag zwischen Nabe/Wälzlager-Ring und Welle dar. Sie ist üblicherweise mit Feingewinde versehen.
- Norm: DIN 981, DIN 1804

### Kreuzlochmutter
Eine Kreuzlochmutter hat radiale Löcher in ihrer runden, zylindrischen Außenfläche, in die an einem Hakenschlüssel angebrachte Stifte eingreifen können.
- Norm: DIN 1816

Eine Variante ist eine Mutter mit axialen Löchern in der Stirnseite einer ansonsten zylindrischen Mutter.

## Unterscheidung nach Maßnahmen gegen Lösen

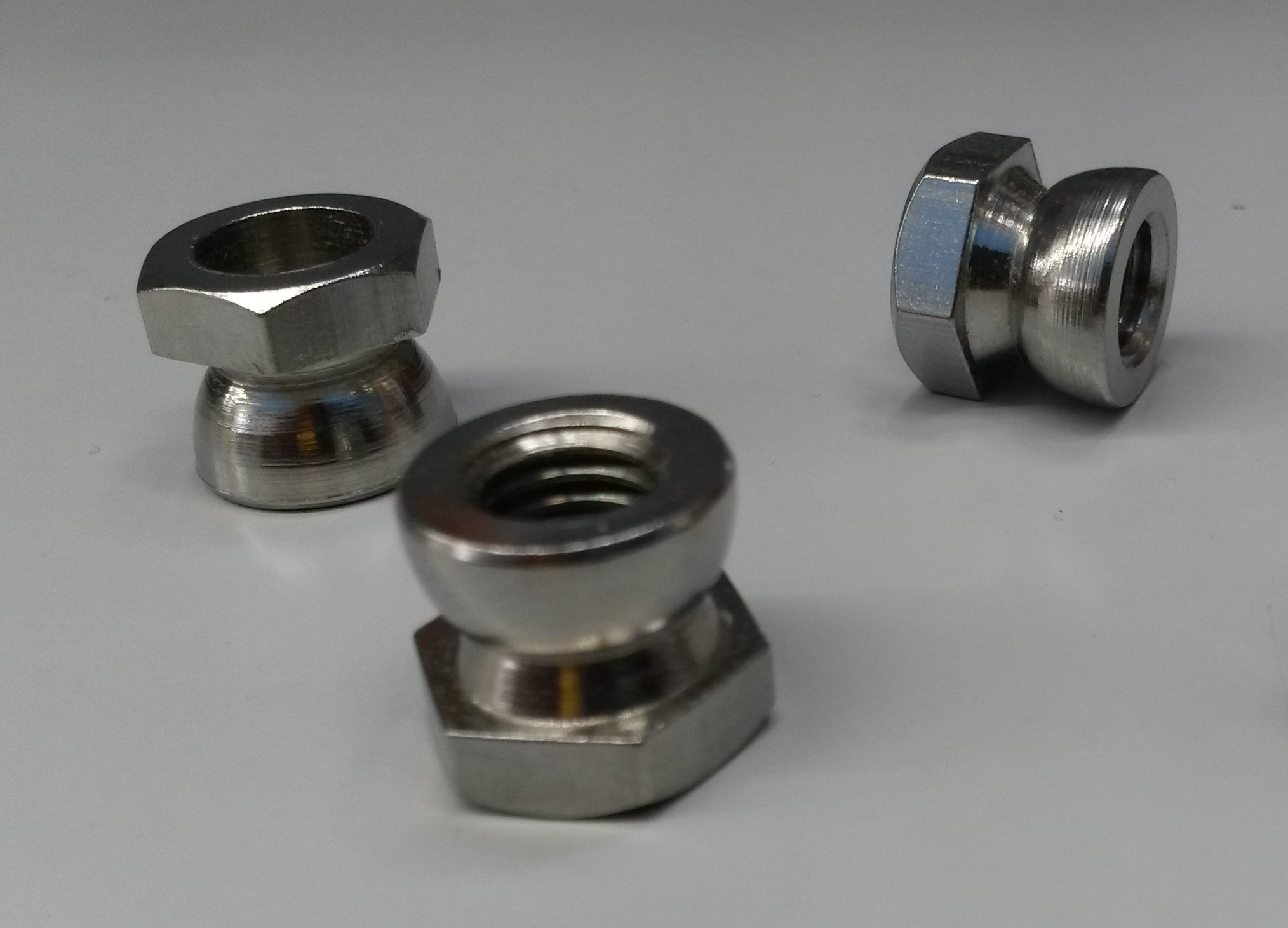
Abbrechmuttern mit Sollbruchstelle

In der Regel wird ein separates Maschinenelement, etwa ein Federring, verwendet, um eine Mutter gegen Lösen zu schützen. Aber auch durch Einsatz spezieller Muttern kann eine Sicherung erreicht werden:

### Kontermutter

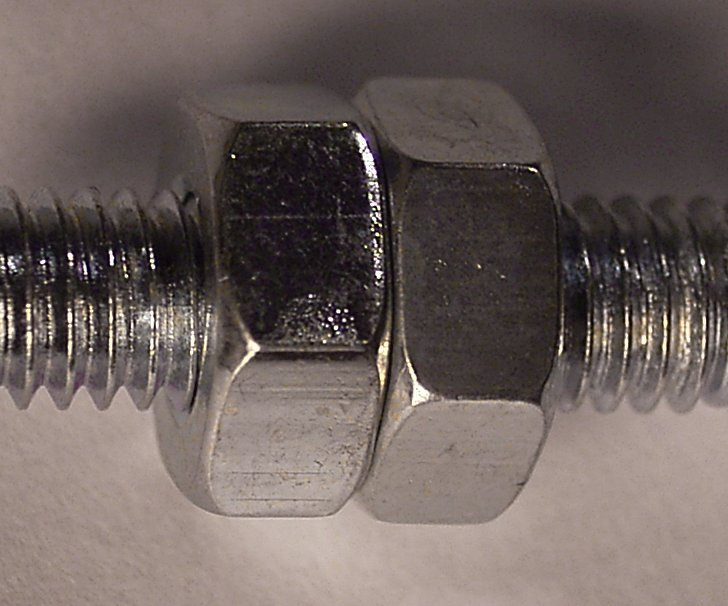
Zwei Muttern normaler Höhe auf Gewindestange gegeneinander gekontert

Mit Kontermutter (auch Gegenmutter) ist nicht eine Bauform, sondern eine Verwendung, nämlich eine mit einer primären Mutter kombinierte zweite Mutter gemeint. Die Besonderheit in der Form besteht höchstens darin, dass als Kontermutter oft eine flache Sechskantmutter verwendet wird. Mutter und Kontermutter werden gegeneinander verdreht, wodurch ein Kraftschluss zwischen ihnen und dem Schraubenteil unter ihnen entsteht. Es muss gewährleistet sein, dass die Kraft zwischen den Muttern deutlich größer als die auf die primäre Mutter wirkende Kraft ist.
Beim „Kontern“ kommt zu der eigentlichen Kraft, die auf die einzige Mutter wirken würde, noch die Kraft der Kontermutter hinzu. Das heißt: auf die äußere der beiden Muttern wirkt immer eine größere Kraft als auf die innere der beiden Muttern. Wenn beim Kontern zwei unterschiedlich dicke Muttern verwendet werden, muss die schwächere/dünnere/flachere Mutter als innere Mutter verwendet werden. Die innere Mutter ist immer die eigentliche Kontermutter, einerlei welche von den beiden dicker ist.
„Kontern“ ist eine der weniger gut wirksamen Maßnahmen gegen Lösen. Ursache ist die geringe elastische Verformung von Mutter und Schraubenschaft, die als „harte Federn“ wirken. Damit ist eine schnelle und praktisch vollständige Reduktion der Spannkraft durch Kriechen, Erschütterung oder Korrosion möglich, wodurch die Sicherungswirkung zunichtegemacht wird.

### Kronenmutter

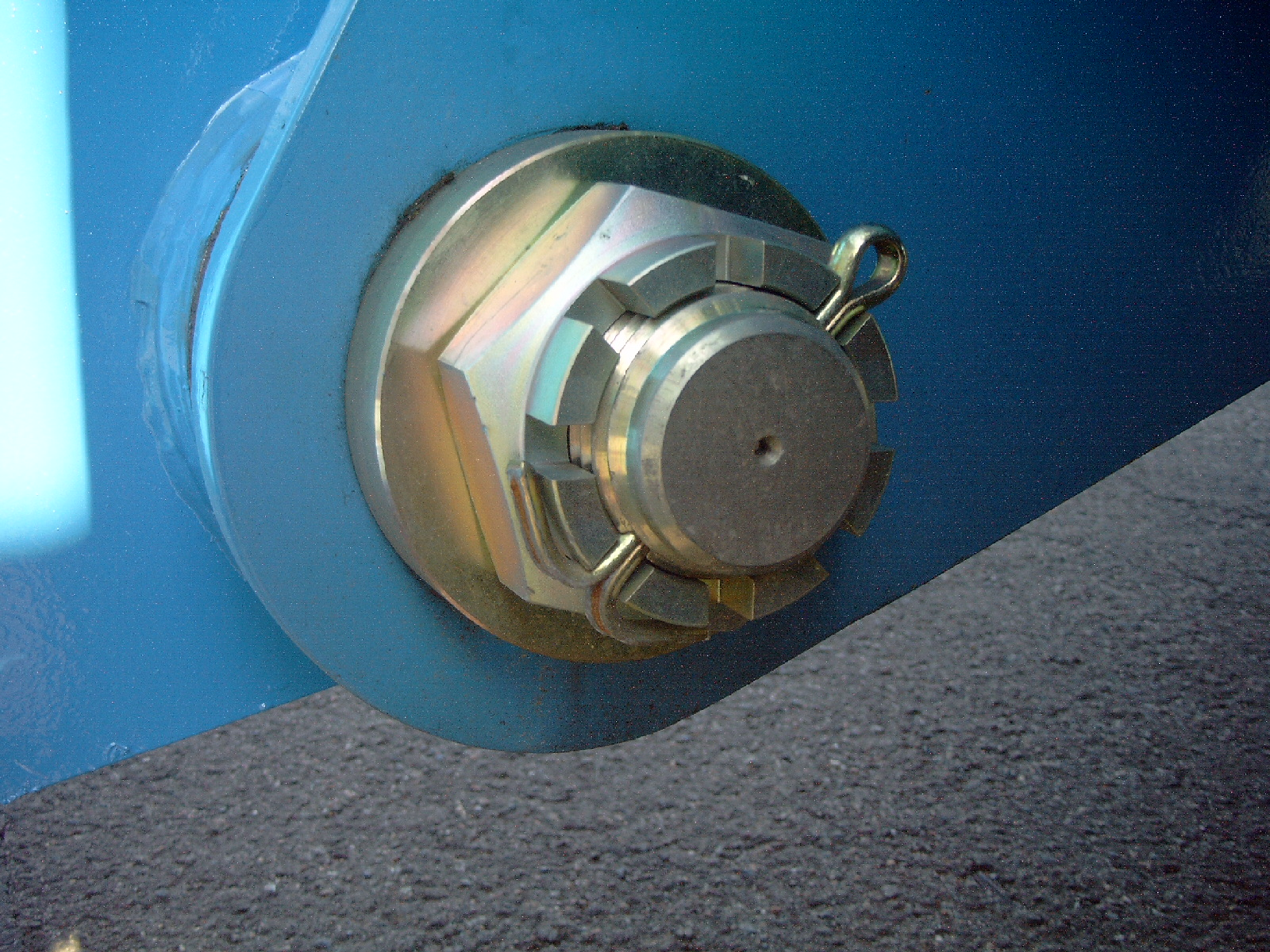
Kronenmutter mit Splint

Eine Kronenmutter ist eine erweiterte Sechskantmutter, die mit Hilfe eines Splints oder einer Fokkernadel formschlüssig gegen Drehen mit dem Schraubenschaft verbunden werden kann. Im Schaft ist ein entsprechendes Querloch anzubringen. Die Mutter trägt einen radial geschlitzten Ring, eine „Krone“. In zwei dieser Schlitze greift der Splint ein.
- Norm: DIN 935
- Niedrige Form: DIN 979, DIN 937 (zurückgezogen)

### Selbstsichernde Mutter
Eine selbstsichernde Mutter (auch Stoppmutter genannt) stellt eine Sicherung gegen Lösen her, ohne dass wie bei anderen Schraubensicherungen ein weiteres Maschinenelement benötigt wird und ohne dass der Schraubenschaft bearbeitet werden muss.

#### Selbstsichernde Mutter mit Kunststoffring

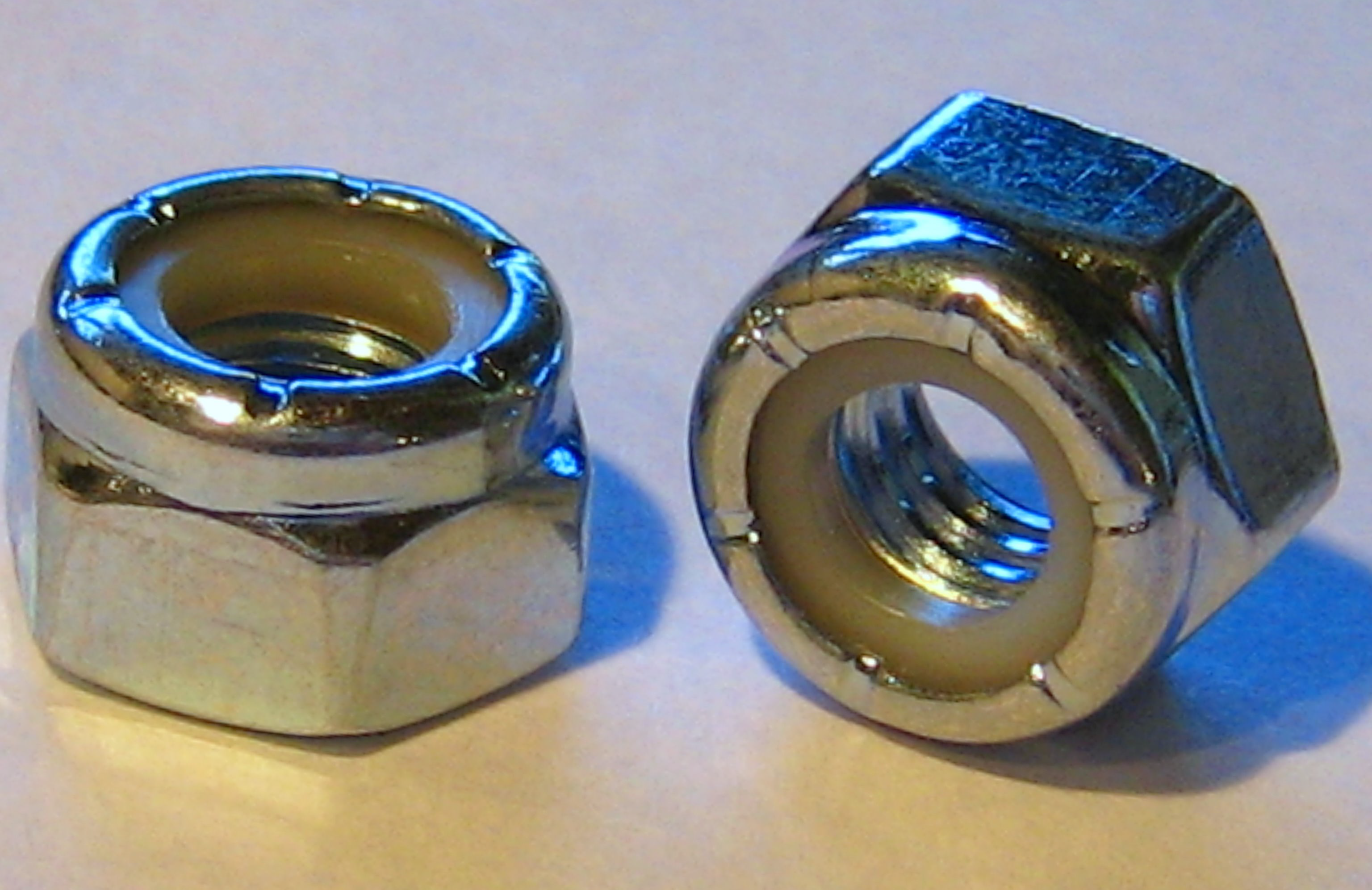
Selbstsichernde Mutter mit Klemmteil (Kunststoffeinlage)

Eine selbstsichernde Mutter ist eine Sechskantmutter, die an einer der Stirnflächen ringförmig erweitert ist und in einer inneren Nut einen Ring aus Kunststoff, meist aus Polyamid, enthält. Dieser Ring – laut DIN-Norm Klemmteil genannt – wird beim Durchgang der Schraube plastisch und elastisch verformt. Der elastische Anteil bewirkt eine radial wirkende kraftschlüssige Sicherung gegen Lösen der Mutter. Wegen der nötigen Verformungsarbeit lässt sich eine solche Mutter in der Regel nicht von Hand aufschrauben. Da der Kunststoffring beim Lösen verschleißt und seine Sicherungswirkung verliert, sind diese Muttern Einwegware. Ihre Wiederverwendung ist eine mögliche Fehlerursache (so z. B. beim Reno-Air-Race-Flugzeugunglück von 2011).
Die Kunststoffsicherung kann ihre Wirkung nur entfalten, wenn die Mutter sich vollständig auf der Schraubverbindung befindet. Üblicherweise müssen sie so angebracht werden, dass mindestens zwei Gewindegänge überstehen. Das Gewinde darf nicht fettig sein.

#### Stovermutter
Für hohe Betriebstemperaturen sind selbstsichernde Muttern mit Kunststoffring nicht geeignet. Hier kommen sogenannte Stovermuttern zum Einsatz (Temperaturbereich: −50 bis +300 °C), die nach der Fertigung des Gewindes (und noch vor dem Einbau) radial leicht gestaucht wurden. Der Kraftschluss entsteht durch die elastische Rückverformung des Muttern-Metalls beim Aufdrehen auf die Schraube.

#### Ganzstahl-Sicherungsmutter
Eine weitere technische Ausführung der selbstsichernden Mutter ist die Ganzstahl-Sicherungsmutter. Hierbei ist in der inneren Nut ein Stahlring als Sicherungselement montiert. Das Sicherungselement wirkt in radialer und axialer Richtung und bewirkt eine gleichmäßige Klemmwirkung auf dem vollen Umfang eines Gewindeganges. Die Ganzstahl-Sicherungsmutter kann mehrfach verwendet werden. Das Losdrehmoment ist nach mehrmaligem Auf- und Abschrauben ausreichend hoch, um ein Losdrehen der Mutter vom Vatergewinde zu vermeiden. Die thermische Belastbarkeit reicht bis zu 1000 °C. Die Ganzstahl-Sicherungsmutter kann als Sechskantmutter, als Sechskantmutter mit Flansch oder auch als Sondermutter ausgeführt sein.
Normen:
- ISO 1664 (Sechskantmutter mit Flansch, Klemmteil Metall, Regelgewinde);
- ISO 1667 (Sechskantmutter mit Flansch, Klemmteil Metall, Feingewinde);
- ISO 2320 (mechanische und funktionelle Eigenschaften für Sechskantmuttern aus Stahl mit Klemmteil)
- ISO 7040, ISO 10512, alt: DIN 982, DIN 6924 (hohe Form),
- ISO 7042 (Sechskantmutter, Klemmteil Metall, Regelgewinde), alt: DIN 980;
- ISO 10511, alt: DIN 985 (niedrige Form);
- ISO 10513 (Sechskantmutter, Klemmteil Metall, Feingewinde), alt: DIN 980;

### Spannmutter

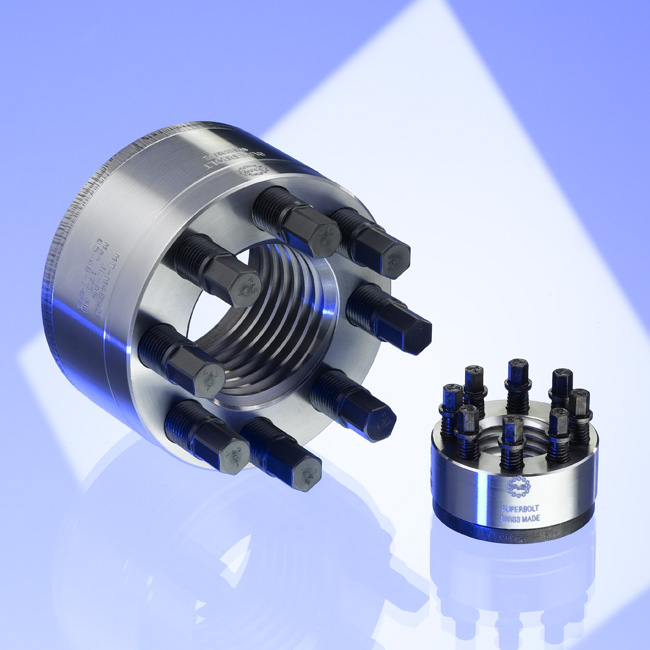
Spannmutter mit Vielfachschrauben (SVS)

Eine Spannmutter ist eine selten gebrauchte, in der Regel sehr große Mutter. Rund um das Gewindeloch sind mehrere Schrauben mit relativ kleinem Durchmesser angebracht, mit denen die an die Anlagefläche lose heran gedrehte Mutter festgespannt wird: Die Schrauben werden gleichmäßig gegen die Anlagefläche drückend angezogen; ein großer Schraubenschlüssel ist also nicht erforderlich. Das Anzugsmoment lässt sich durch die auf die Schrauben verteilten Teilmomente erzeugen.
Da die relativ vielen und kleinen Schrauben relativ „weiche Federn“ darstellen, lässt sich ein weicher Kraftschluss herstellen, so dass eine Spannmutter eine gut gegen Lösen gesicherte Mutter ist.

## Besondere Mutter-Formen
Mit einer großen Vielzahl besonderer Mutter-Formen werden besondere Funktionen oder Anwendungen ermöglicht. Manche von ihnen sind branchenspezifisch. Einige sind Verbindungen einer Mutter mit einem anderen Bauelement.
Als Beispiel sei hier die Schlitzmutter genannt, die wie eine normale Mutter auf dem Gewinde sitzt, durch einen Schlitz quer über eine der Stirnseiten mit einem Schlitzschraubenzieher festgezogen oder gelöst werden kann.
Die Besonderheit beim Quermutterbolzen ist, dass dieser sich in der Versenkung befindlich nicht mitdrehen kann.

## Muttern für besondere Funktionen

### Rohrmutter
Eine Rohrmutter ist eine besonders flache Sechskantmutter mit Rohrgewinde nach DIN 431. Sie kann zum Beispiel auf ein Wasserrohr mit entsprechendem Gewinde geschraubt werden.

### Hutmutter

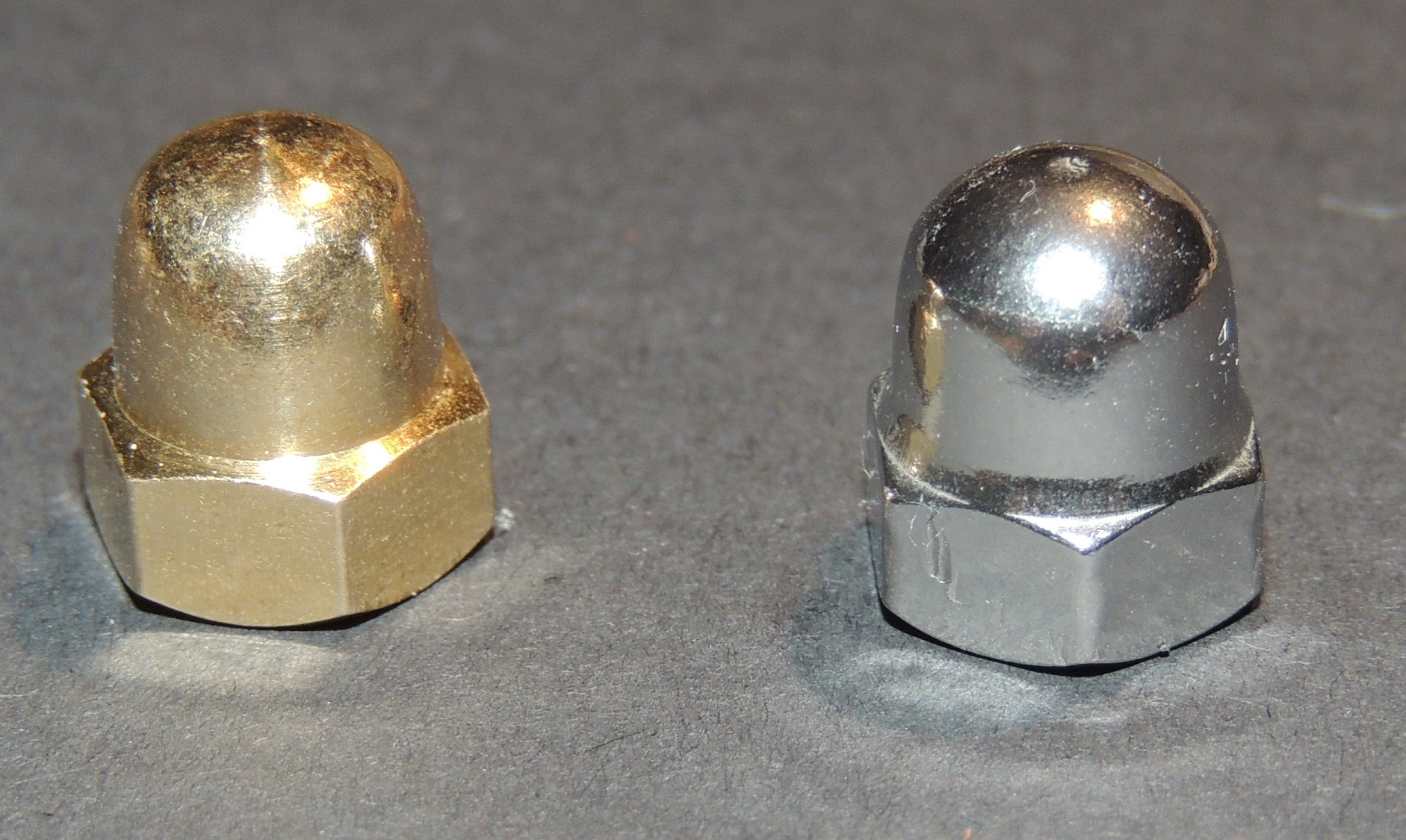
Hutmuttern M6 (DIN 1587) mit 10 mm Schlüsselweite, Messing und verchromt

Eine Hutmutter ist eine mit einem Hut versehene Sechskantmutter, in der das Innengewinde als Sacklochgewinde endet.
Die Mutter ist einseitig geschlossen, und das Schraubenende ist vor Beschädigung, Rost und Verschmutzung geschützt. Außerdem vermindert der rundliche Hut die Verletzungsgefahr am Schraubenende.
Normen:
- DIN 1587 Sechskant-Hutmuttern, hohe Form
- DIN 917 Sechskant-Hutmuttern, niedrige Form

Hutmuttern werden zum Beispiel an Fahrrädern zur Befestigung der Radachsen und als Gegenmutter zur Befestigung von Bowdenzug-Seilen verwendet. (An der Achse eines Fahrrades ist der Schutz des Gewindes vor Beschädigung, wenn das Fahrrad umfällt, das Wichtigste.) Hutmuttern werden auch eingesetzt, wo die Ansicht von Schraube und Mutter störend wirken würde, zum Beispiel bei Möbelstücken, aber auch zur Zierde (z. B. an Motorrädern).

### Bundmutter
Eine Bundmutter ist eine normale oder hohe Sechskantmutter, die an einer der beiden Stirnflächen mit einer Scheibe – ähnlich wie mit einer Unterlegscheibe – erweitert ist. Dadurch wird die Schraubkraft auf eine größere Fläche verteilt, was bei weichen Gegen-Materialien wie Aluminium, Kunststoffen oder Holz von Vorteil ist. Die Kontaktfläche an der Bundmutter kann auch mit einer Sperrverzahnung versehen sein, was zu Formschluss mit dem weichen Gegenstück führt.
- Norm: DIN 6331

### Geteilte Mutter
Eine geteilte Mutter lässt sich von den Seiten her auf einen Gewindebolzen aufbringen. Eine gewöhnliche Mutter, die in zwei oder mehr Teile axial getrennt ist, wird über den Umfang der Schraube zusammengefügt, und ihre Teile werden miteinander verbunden.
Eine zwei-teilige Schraubenmutter wurde von Dietmar Schnier erfunden und im März 2011 in der MDR-Sendung „Einfach Genial“ vorgestellt. Sie erlaubt es, an jeder geeigneten Stelle nachträglich ein Gewinde zu schneiden und die Mutter zum Befestigen zu verwenden. So sind Verbindungen selbst zwischen Biegungen und Knicken herstellbar. Die geteilte Schraubenmutter ist auch für Schnellspannsysteme anwendbar.
Bei der „geteilten Schraubenmutter“ der Marke TwinNut werden zwei äußerlich gleiche Mutternhälften, die sich nur um eine halbe Gewindeganghöhe unterscheiden, von zwei Seiten her zusammengeschoben. Ihre gegenseitige radiale Verbindung ist formschlüssig, nachdem die Mutter angezogen ist.
Zusätzliche Verbindungselemente – wie bei älteren geteilten Muttern – sind nicht erforderlich.

## Muttern zur Verbindung mit Blechen
Bleche sind in der Regel zu dünn, um in sie ein tragfähiges Gewinde zu schneiden. Man verbindet sie meistens dauerhaft mit speziellen Muttern, zum Beispiel im Karosseriebau. Von der großen Zahl vorhandener Lösungen werden im Folgenden nur einige beschrieben.

### Schweißmutter
Schweißmuttern (siehe Abbildung) werden mit dem Blech durch Widerstandsschweißen (Buckelschweißen) verbunden. Die Mutter weist dazu auf der Schweißseite einen Zentrieransatz und mehrere spitze Schweißwarzen auf.
Ein Gegenhalten der Mutter beim Anziehen der Schraube ist nicht notwendig. Schweißmuttern werden deshalb an schwer zugänglichen Stellen im Karosseriebau und im Gehäusebau verwendet. Eine Schweißmutter lässt sich nur schlecht auf vorbehandelte Bauteile (lackiert o. ä.) aufschweißen. Nach dem Aufschweißen muss oft eine Korrosionschutzbehandlung erfolgen.
Normen:
- DIN 928 (für Vierkantmuttern);
- DIN 929 (für Sechskantmuttern)

### Setzmutter oder Einpressmutter
Setzmuttern besitzen einen meist gezahnten Kragen, der in ein Loch des Bleches eingepresst wird. Die Schraube wird von der Rückseite aus eingeschraubt. Die im Blech eingegrabene Zahnung des Kragens nimmt das Anzugsdrehmoment auf.

### Blindnietmutter

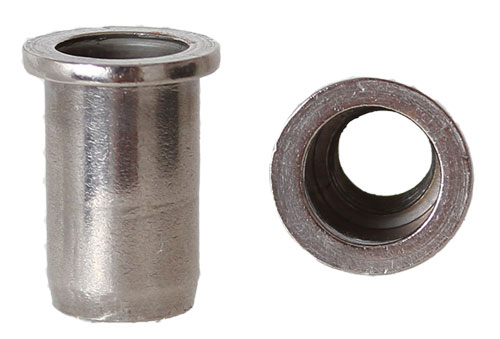
M8 Blindnietmuttern aus Edelstahl

Blindnietmuttern sind eine Alternative zu Schweißmuttern, wenn die Rückseite der Einbaustelle grundsätzlich nicht zugänglich ist (Zaunpfosten, Rohre, Behälter). Sie werden in ein knapp passendes Loch gesteckt. Anschließend wird ein Schraubbolzen in das Gewinde der Blindnietmutter geschraubt und angezogen. Das Anziehen kann durch Hebel oder mit Hydraulik geschehen. Dadurch verdickt sich der vordere Teil der Blindnietmutter und sie wird ähnlich wie ein Blindniet formschlüssig im Loch verpresst. Anschließend wird der Zugbolzen entfernt. Das Gewinde der Blindnietmutter kann dann zur Befestigung von anderen Komponenten dienen.

### Käfigmutter

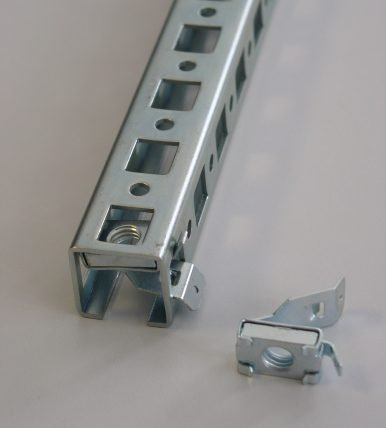
Käfigmutter

Eine Käfigmutter weist eine käfigartige Struktur auf, mittels der sie in ein Loch eines Blechs eingeschnappt und so am Blech festgelegt werden kann.
Die nebenstehende Abbildung zeigt eine Käfigmutter, die zu einem besonderen Montagesystem gehört. Sie ist in der U-Profilstange von der Seite her montierbar, und schnappt in dem quadratischen Loch in der Profil-Seite ein.

### Schnappmutter
Eine Schnappmutter, auch Karosserie- oder Blechmutter genannt, ist eine Mutter, die von einem U-förmigen federnden Blechbügel getragen wird. Der Gegenschenkel des Bügels enthält ein Durchgangsloch. Sie kann nur am Rand eines Bleches verwendet werden. Zuerst muss das Blech an der betreffenden Stelle durchbohrt werden. Dann wird die Schnappmutter über den Rand des Blechs geschoben. Dann kann die Schraube (Blech- oder Maschinenschraube) durch das zu befestigende andere Blechteil eingeschraubt werden. So wurden z. B. in den 1970er Jahren Kotflügel an Auto-Karosserien befestigt.

## Muttern zum Verschrauben von Möbeln
Von der großen Zahl vorhandener Lösungen werden im Folgenden nur einige beschrieben.

### Hülsenmutter

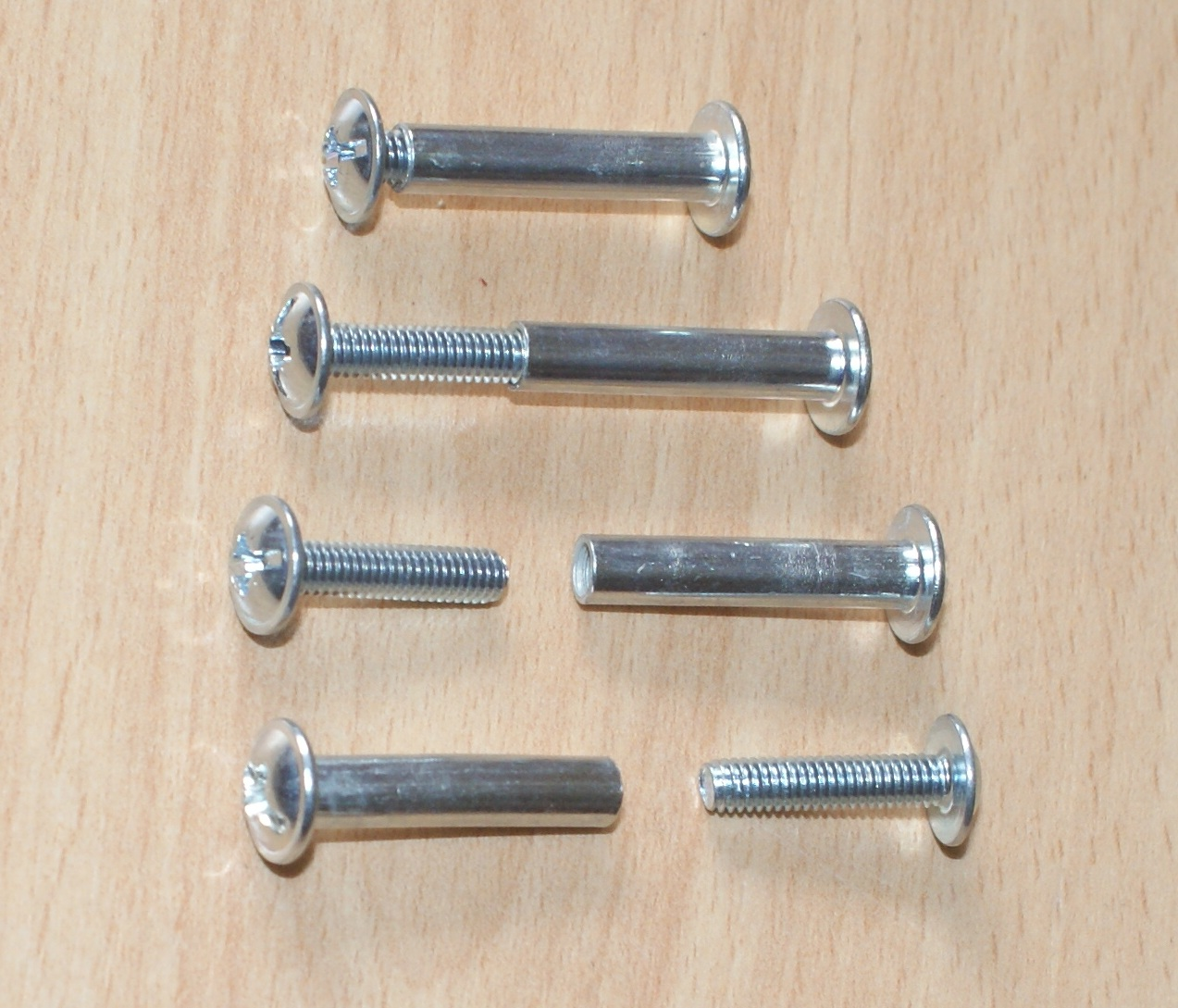
Hülsenmuttern mit passenden Schrauben

Eine Hülsenmutter ist ein dünner Hohlzylinder mit Innengewinde und Schraubenkopf. Sie wird in eine durchgehende Bohrung gesteckt und von der Gegenseite mit einer passenden Schraube gekontert. Damit hat die Verbindung auf beiden Seiten einen Schraubenkopf. Hülsenmuttern mit flachem Kopf werden auch als Buchschrauben verwendet.

### Quermutterbolzen

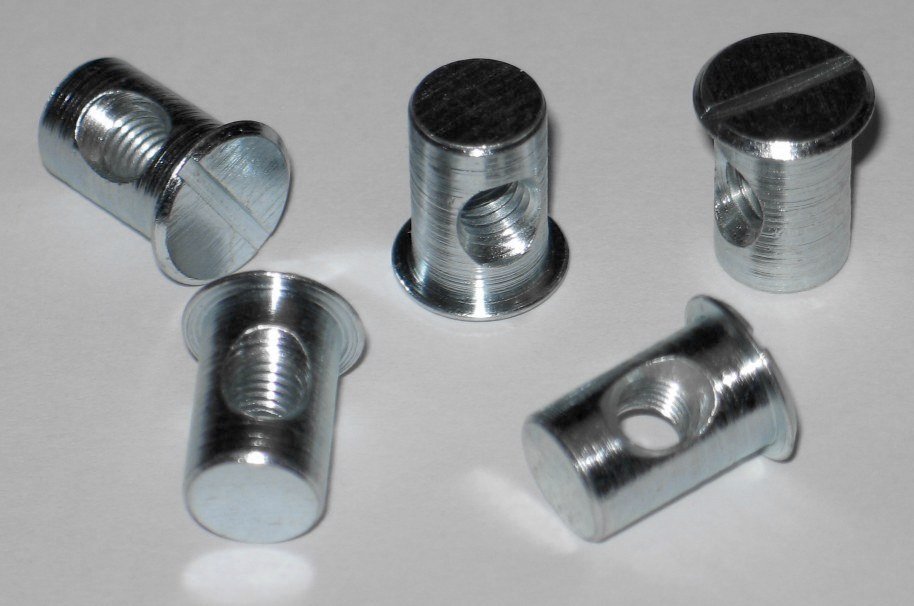
Quergewindebolzen QD/M6-7,5/13x16,2

Ein Quermutterbolzen, auch Quergewindebolzen ist ein Bolzen mit einem quer zur Bolzenachse angebrachten Gewindeloch. Mit seiner Hilfe kann eine Holzplatte rechtwinklig an eine andere Holzplatte geschraubt werden. In beide Platten muss je ein Loch gebohrt werden (voneinander verschiedene Durchmesser). Für den Quermutterbolzen wird ein dickeres Loch in Normalen-Richtung in eine der beiden Platten gebohrt. Das Schraubenloch ist von einer Kante aus bis zum Bolzenloch gebohrt. Durch die andere Platte verläuft die Schraube in Normalen-Richtung. Beim Einsetzen des Bolzens hilft ein Schlitz im Kopf bei der Ausrichtung des Gewindes.
Es existiert kein herstellerübergreifend einheitliches Bezeichnungsschema. Üblicherweise werden benannt: Bolzendurchmesser und -länge, Gewinde und Gewindeposition (Abstand von einem Ende).

### Einschlagmutter

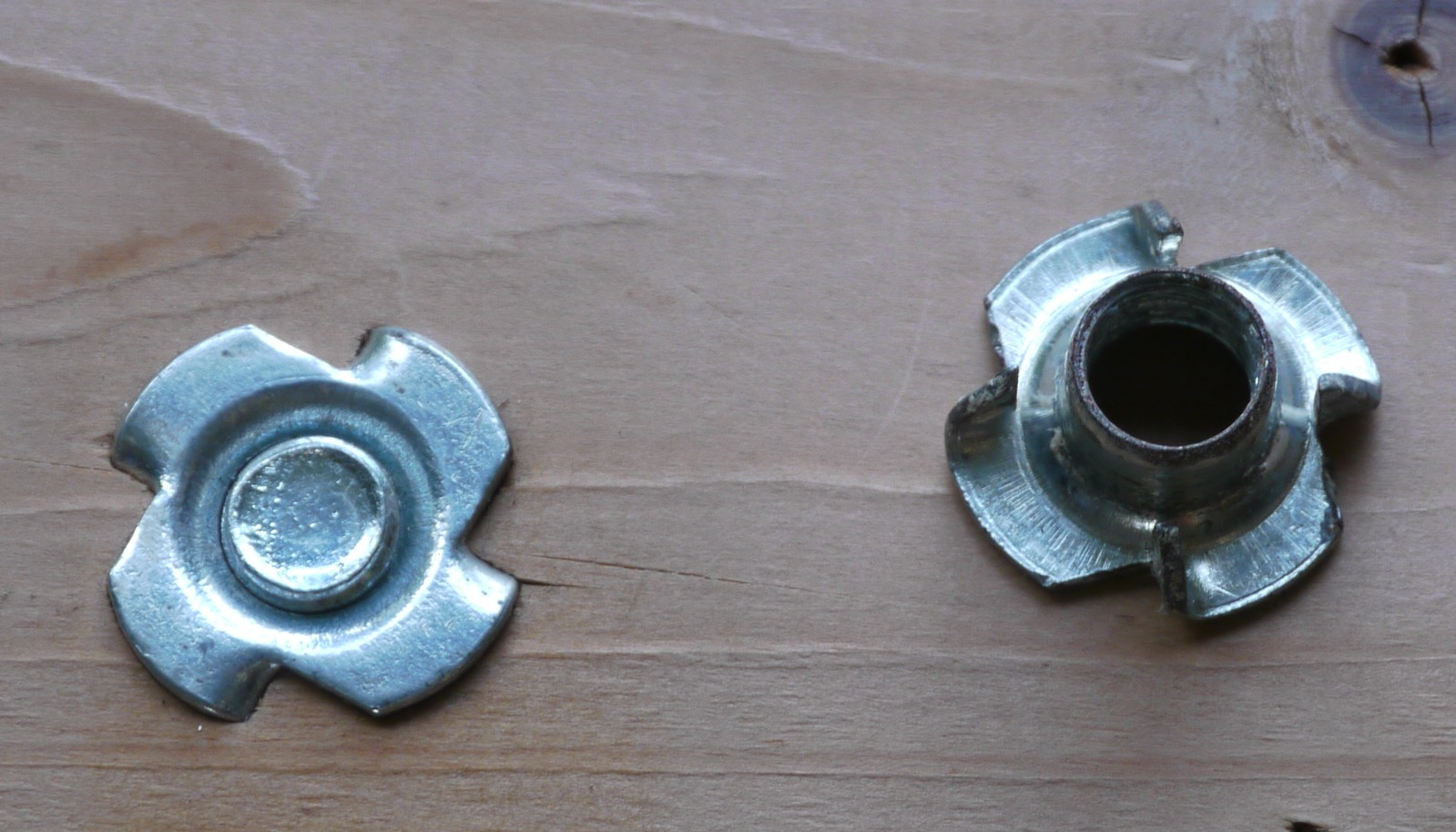
Einschlagmutter

Eine mögliche Form einer Einschlagmutter hat zylindrische Form – passend in ein vorgebohrtes Loch – und eine verzahnte Scheibe (ähnlich wie bei einer bestimmten Reißzwecke). Die Zähne dieser Scheibe werden ins Brett geschlagen, sie stützen das Drehmoment ab. Eine andere häufige Form ist auf dem Außenzylinder schwach verzahnt. Auch hier besteht nach dem Einschlagen ein Formschluss gegen Verdrehen.
Vorteil dieser Mutternform ist ihre schnelle Montage, weshalb sie oft bei Blindkonstruktionen im Messe- und Ausstellungsbau sowie Blind- bzw. Unterkonstruktionen im Möbelbau Verwendung findet. Sie schließt fast bündig mit der Bauteiloberfläche ab, wodurch sie nicht wie eine herkömmliche Sechskantmutter, aufwändiger und obendrein die Bohrungsleibung schwächend, eingelassen werden muss.

### Einschraubmutter

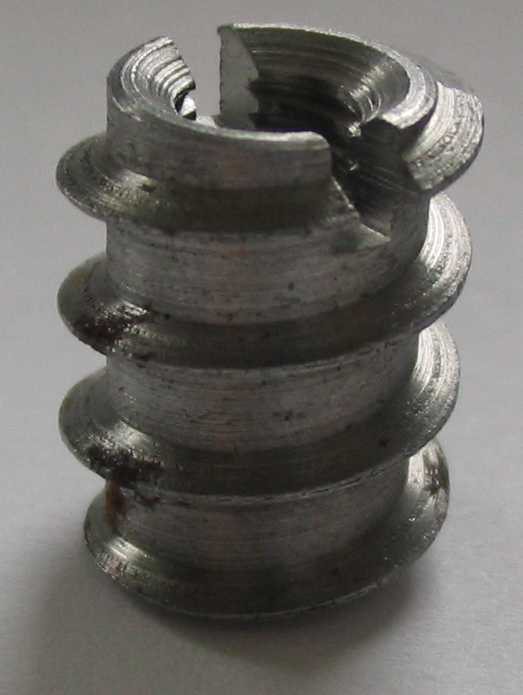
Einschraubmutter / Gewindemuffe

Eine Einschraubmutter (auch Gewinde- oder Rampamuffe) ist ein Hohlzylinder mit metrischem Innengewinde und (zumeist grobem) Holzschraubenaußengewinde. Sie ist insbesondere im Möbelbau als mehrfach lösbare Verbindung verbreitet.
Beide Gewinde sind Rechts-Gewinde. Das Außen-Gewinde hat einen größeren Durchmesser und damit einen größeren Hebelarm als das Innen-Gewinde. Außerdem sitzt das Außen-Gewinde in Holz und hat darin eine größere Reibung als auf Metall. Daher bleibt die Einschraubmutter beim Lösen der innen eingeschraubten Maschinenschraube (meistens) fest im Holz sitzen, wie sie es soll.
Die Vorteile der Einschraubmutter gegenüber der Einschlagmutter sind:
- Der Einbau der Einschraubmutter kann von derselben Seite erfolgen, von welcher hernach die Maschinenschraube eingedreht wird. Dies ist günstig bei erschwertem Zugang über die Bauteilaußenseite.
- Sie benötigt somit ebenfalls nicht zwangsläufig eine in der Oberfläche der Bauteilaußenseite sichtbare und daher meist unerwünschte Durchgangsbohrung.
- Sie braucht/belegt auf der Außenseite des Brettes keinerlei Tiefe.
- Die Eindrehtiefe kann innerhalb der Grenzen der Bohrungstiefe stufenlos gewählt werden, was i. d. R. bedeutet, dass man sie aus ästhetischen Gründen mit der Oberfläche des Bauteils bündig abschließend eindrehen kann.

## Mit anderen Bauteilen verbundene Muttern
Die Verbindung einer Mutter mit einem anderen Teil wird oft als Mutter bezeichnet, obwohl die neue Einheit ein weiteres Teil und eine neue Funktion enthält.

### Ringmutter

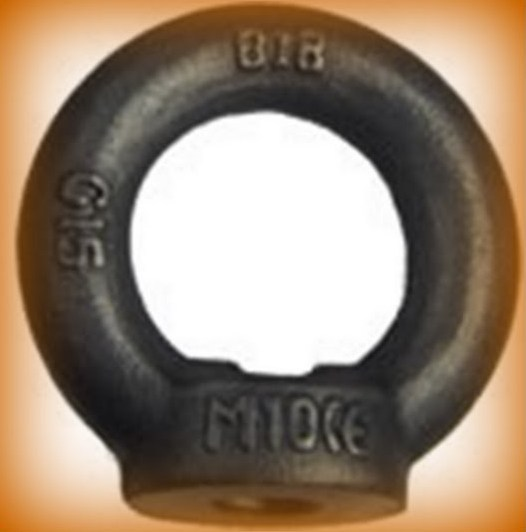
Ringmutter, seltener Korbmutter

Die Ringmutter ist eine mit einem Ring verbundene Mutter. Der Ring ist auf einer der beiden Stirnseiten der Mutter stehend angeordnet. Zweck einer Ringmutter ist, einen Ring (beziehungsweise eine Öse) mit einer Gewindestange zu verbinden. Durch die Öse wird oft ein Seil oder ein Haken geführt, zum Beispiel bei der Verwendung als sogenannte Kranöse.
- Norm: DIN 582

### Spannschlossmutter

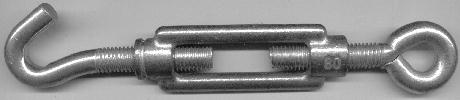
Spannschloss: Hakenschraube mit Rechtsgewinde (links); Augenschraube mit Linksgewinde (rechts)

Eine Spannschlossmutter ist Teil eines Spannschlosses, dessen andere Teile zwei Gewindehaken oder -ösen mit je einem Rechts- und einem Linksgewinde sind. Eine Mutter mit Rechts- und eine mit Linksgewinde bilden die Spannschlossmutter. Sie sind in einigem Abstand auf gleicher Achse liegend miteinander verbunden. Die Verbindung wird mit einem zylindrischen Gehäuse oder einfach mit zwei kurzen Stangen (siehe Abbildung) hergestellt. Durch Drehen der Spannschlossmutter werden die beiden Gewindestangen je nach Drehrichtung zusammengezogen oder voneinander entfernt. Spannschlösser werden oft zum Spannen von Drähten, z. B. bei Gartenzäunen und auf Viehweiden, oder Seilen eingesetzt.
- Norm: DIN 1479

### T-Nut-Mutter

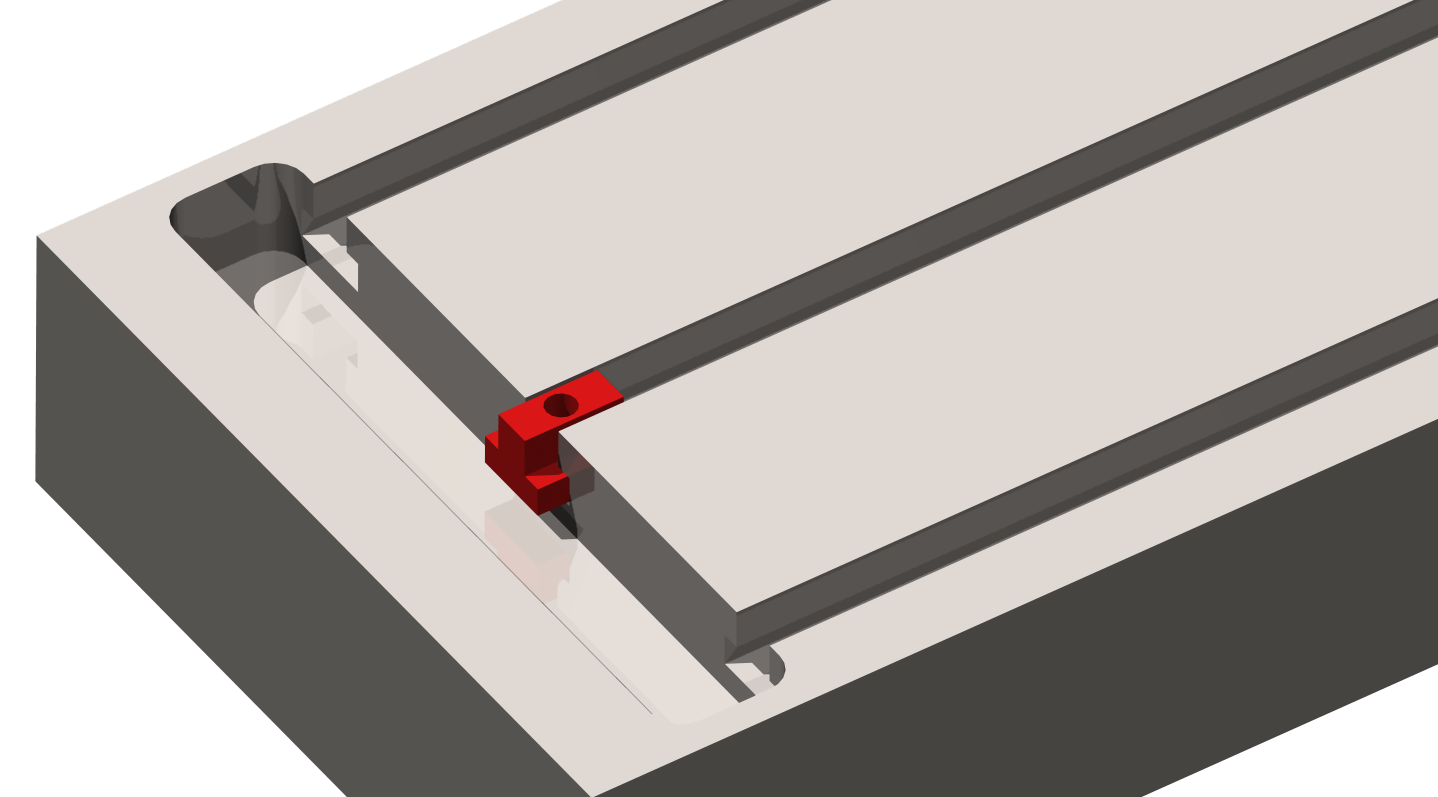
T-Nut-Mutter (rot) in T-Nut

Bei einer T-Nut-Mutter ist lediglich in einem T-Nut-Stein (auch „Nutenstein“) ein Gewindeloch angebracht. Ein solcher Stein dient zur Verbindung zwischen Maschinentisch und Werkstück bei einer Werkzeugmaschine. Er befindet sich verschiebbar in einer T-Nut des Tisches. Mit ihm wird eine Anschraubstelle mittels entsprechender spezieller Schraube für das Werkstück geschaffen.
- Norm: DIN 508

### Gewindeeinsätze für Kunststoffteile
Gewindeeinsätze in Kunststoffteilen können entweder im Spritzgussverfahren mit eingespritzt oder, bei Thermoplasten, nachträglich durch Wärme- oder Ultraschall-Einbettung eingebracht werden. Diese Einsätze sind meist aus Messing und versehen Kunststoffteile mit tragfähigen Gewinden, die auch wiederholte Benutzung vertragen.
Beim 3D-Druck gibt es mehrere Möglichkeiten, Innengewinde zu verwenden. Eine davon ist die Verwendung von Einschmelzmuttern (Gewindeeinsätzen). Diese werden mit einem Spezialwerkzeug, zum Beispiel einem Lötkolben mit Spezialspitze, erhitzt und in ein 3D-gedrucktes Plasteteil eingedrückt und dabei mit ihm verschmolzen.

## Spindelmutter
Eine Spindelmutter, gelegentlich auch Bewegungsmutter genannt, ist ein Bauteil eines Gewindetriebes und damit kein Befestigungselement, sondern ein Teil eines Linearantriebes.